# Reinhard Noot
Reinhard Noot (* 14. August 1726 in Elberfeld (heute Stadtteil von Wuppertal); † 29. April 1809 ebenda) war Bürgermeister von Elberfeld.
Noot wurde als Sohn des Kaufmanns und Ratsmitglieds Arnold Noot (1690–1735) und dessen zweiter Ehefrau Anna Maria de Weerth (1697–1738) geboren und am 22. August 1726 getauft. Nachdem die Eltern früh starben, übernahm sein Großvater Werner de Weerth (1653–1738), Bürgermeister von 1705 und 1714, zusammen mit einem Onkel die Vormundschaft über die beiden Brüder Reinhard und Johann Wilhelm Noot, die nach dem Tod des Großvaters in Düsseldorf aufwuchsen.
Noot ging 1744 nach Bremen, um dort einer kaufmännischen Tätigkeit nachzugehen. Nach acht Jahren kam er 1752 nach Elberfeld zurück, um dort eine eigene Handlung zu begründen. Er heiratete am 20. Juli 1763 seine Cousine Anna Maria de Weerth (1735–1781), mit der er fünf Kinder hatte, von denen aber drei nicht aus dem Kindesalter herauskamen. Nach der Heirat mit seiner Cousine, vereinigte er seine Firma mit der Firma seines Cousins und Schwagers Werner de Weerth zur Firma „de Weerth & Noot“. Noot wurde 1764 erstmals zum Bürgermeister vorgeschlagen und gewählt. Im Jahr 1765 wurde er folglich Stadtrichter und 1766, 1767 und von 1769 bis 1772 Ratsabgeordneter. Im Anschluss daran war er vom 18. Mai 1772 bis zum 24. April 1804 Schöffe des Stadtgerichts.